# Diego Lagos
Diego Eduardo Lagos (Mar del Plata, 5 marzo 1986) è un ex calciatore argentino, di ruolo centrocampista.

## Carriera
Nel 2007 ha vinto il Torneo di Apertura, primo campionato vinto dal Lanús nella sua storia.

## Palmarès

### Club
- Campionato argentino: 1

Lanús: Apertura 2007